# Memići (Kalesija)
Pour les articles homonymes, voir Memići.
Memići (en cyrillique : Мемићи) est un village de Bosnie-Herzégovine. Il est situé dans la municipalité de Kalesija, dans le canton de Tuzla et dans la fédération de Bosnie-et-Herzégovine. Selon les premiers résultats du recensement bosnien de 2013, il compte 1 707 habitants.

## Démographie

### Évolution historique de la population
| 1948 | 1953 | 1961 | 1971 | 1981  | 1991  | 2013  |
| ---- | ---- | ---- | ---- | ----- | ----- | ----- |
| -    | -    | 766  | 926  | 1 178 | 1 531 | 1 707 |

|  |

### Communauté locale
En 1991, la communauté locale de Memići comptait 2 057 habitants, répartis de la manière suivante :